# Dag der vergelding
Dag der vergelding is een relatief kort verhaal geschreven door de Amerikaan Richard Matheson in 1960. De Nederlandse vertaling verscheen in de serie Bruna FeH in 1976 in de bundel met de titel Nat stro en andere griezelverhalen. Het is een thriller.

## Het verhaal
De hoofdpersonen in dit verhaal maken deel uit van de familie Blackwell. Het zijn vader Phil, moeder en zoon Jim. De moeder is verschrikkelijk jaloers en heeft ooit haar rivale in de liefde voor Phil bijna vermoord. Phil koos uiteindelijk toch voor haar, maar de vrouw wilde geen andere mensen bij hem in de buurt. Ze vond het dan ook verschrikkelijk dat ze een zoon kreeg. Haar man had niet alleen nog maar aandacht voor haar, maar ook voor hun zoon. Toen Phil kwam te overlijden, richtte zij alle aandacht op haar zoon en zij zonderde hem af van de wereld. Jim werd volledig afhankelijk van haar. Om hem zijn hele leven dwars te zitten, pleegde ze zelfmoord; de jongen kon immers geen kant meer op. Ze had deze manier van pijnigen gelezen in een boekwerk, waarin een omschrijving stond van een manier van het gek maken van ratten. Dit kan door ze voedsel toe te dienen onder een bepaalde omstandigheid; vervolgens die omstandigheid herhalen, maar het voedsel achterwege laten.